# Leija
Leija (llamada oficialmente San Pedro de Leixa) es una parroquia y un barrio español del municipio de Ferrol, en la provincia de La Coruña, Galicia.

## Entidad de población
Entidad de población que forma parte de la parroquia:
- San Pedro (San Pedro de Leixa)

## Demografía
Gráfica demográfica del barrio de Leija y de la parroquia de San Pedro de Leija según el INE español:
| Gráfica de evolución demográfica de Leija entre 2000 y 2019 |
|                                                             |
| Datos según el nomenclátor publicado por el INE.            |